# Сармаково
Сармаково (рос. Сармаково) — село у Зольському районі Кабардино-Балкарії Російської Федерації.
Орган місцевого самоврядування — сільське поселення Сармаково. Населення становить 8007 осіб.

## Історія
Згідно із законом від 27 лютого 2005 року органом місцевого самоврядування є сільське поселення Сармаково.

## Населення
| 1979  | 2002  | 2010  | 2012  | 2013  | 2014  | 2015  |
| ----- | ----- | ----- | ----- | ----- | ----- | ----- |
| 6572  | ↗9309 | ↘8007 | ↗8066 | ↗8079 | ↗8092 | ↗8112 |
| 2016  | 2017  | 2018  | 2019  | 2020  |       |       |
| ↗8121 | ↗8159 | ↗8181 | ↘8149 | ↘8128 |       |       |